# Narborough (Norfolk)
Narborough is een civil parish van 1405,23 ha met 1094 inwoners in het bestuurlijke gebied Breckland, in het Engelse graafschap Norfolk.
Het ligt in de Narvallei naast de rivier Nar.
De kerk is All Saints.
De kleuterschool van 1987, waar gemiddeld rond de 90 kinderen zitten, verving de oude schoolgebouwen die 117 jaar lang dienstdeden als school.
Narborough Hall is een van de mooiste huizen die in een 18de-eeuws park staat en is omringd is door vijvers, bossen en tuinen.
De plaatselijke molen Narborough Mill is in 1780 gebouwd en reeds meerdere malen verbouwd of gerenoveerd.
Het stenen gebouw uit 3 verdiepen werd in 1845 door Charles Tyssen uitgebreid. De fundamenten waren echter heel zwak en dit gedeelte stortte in in 1980.
Het dorp is ook gelegen langs het Nar Vallei-pad.
In augustus 1915 werd hier een vliegveld aangelegd als bescherming tegen Zeppelinaanvallen; dit stond los van de RAF-basis te Marham. Hier werkte Florence Green (1901-2012), de oudste vrouwelijke Britse veteraan en een van de drie laatst levende WO I-veteranen ter wereld. De laatste hangar van de luchthaven werd afgebroken in 1977 nadat deze al jaren niet meer in gebruik was.